# Henri de la Falaise
Henry de La Falaise (James Henri Le Bailly de La Falaise, Marquis de La Coudraye), född 11 februari 1898 i Saint-Cyr-l'École i Yvelines, död 10 april 1972 i en flygolycka nära Calvià, Mallorca, var en fransk markis, översättare, regissör, filmproducent, ibland skådespelare och krigshjälte som även var känd för sina uppmärksammade äktenskap med två ledande Hollywoodskådespelerskor.
Han utmärkte sig som hjälte under såväl första som andra världskriget och tilldelades därför Croix de Guerre två gånger. Lillian Gish beskrev honom som "en riktig krigshjälte. I baddräkt illustrerar han vad modern krigföring gör med mannen - han är så skuren, beskjuten och täckt av ärr". Dagarna med det brittiska kavalleriregementet 12th Royal Lancers beskrev han 1943 i memoarerna Through Hell to Dunkirk.
Han hade alltid lockats av filmen och fick arbete som översättare då Gloria Swanson 1925 spelade in en film (Madame Sans-Gêne) i Frankrike. De blev förälskade och gifte sig och hon tog med honom till USA. Han skilde sig från Swanson den 6 november 1931 och gifte sig med Bennett den 22 november samma år. Äktenskapet slutade i skilsmässa 1940.
Han återvände till Frankrike, där han bodde tillsammans med sin tredje hustru, Emmita Rodriguez de Roeder. Gloria Swanson hjälpte paret att fly från Frankrike under andra världskriget.

## Filmografi, som regissör
- Échec au Roi (1931)
- Nuit d'Espagne (1931)
- Söderhavets paradis (Origaltitel: Legong: Dance of the Virgins) (1935)
- Kliou the Tiger (1936)